# ياسر المالح
ياسر المالح (1352- 1435 هـ / 1933- 2013 م) أديب وكاتب وإعلامي وموسيقي سوري، خبير في الإعلام التربوي والبرامجي، وكبير كتَّاب برنامج افتح يا سمسم.

## سيرته
وُلد ياسر المالح في دمشق يوم الجمعة 25 المحرَّم 1352هـ الموافق 19 مايو 1933م، وتخرَّج في قسم اللغة العربية بجامعة دمشق  وحصل على الإجازة (بكالوريوس) عام 1957. عمل مدرِّسًا للغة العربية في دير الزور، ثم عمل مديرَ امتحانات مساعدًا بوزارة التربية والتعليم السورية عامي 1967 و1968.
شغل المالح عدة مناصب منها:
- رئيس إدارة البرامج التعليمية ومؤسس التلفزيون التربوي بوزارة التربية والتعليم السورية من 1968 حتى 1972.
- كبير الكتَّاب لبرنامج افتح يا سمسم.
- الإشراف على الإنتاج التلفزيوني لمسلسل بيت خالد ومسلسل قصص خليجية، و الإشراف على الإنتاج السينمائي لفيلم الخليج حضارة وبناء.
- مدير مشروع سلسلة الحضارة العربية الإسلامية التلفزيوني والإذاعي.
- رئيس كتَّاب برنامج افتح يا وطني أبوابك للأطفال.[2]

ويُعَد المالح من أشهر الكتَّاب والخبراء في الإعلام البرامجي والتربوي السوريين.

## في مجال المسرح
أخرج عدَّة مسرحيات من أهمها: 
- مسرحية شيء له ثمن التي تتناول ثورة الجزائر.
- مسرحية زوجة من هناك.

## في مجال التلفزة
- بائع الألحان 1967.
- أبجد هوز 1967 - 1969.
- شموع الأمل 1990.
- جواز سفر 2003 - 2004.

## مؤلفاته
ألف المالح العديد من الكتب والأبحاث من أهمها: 
1. السينما وأثرها في التربية الحديثة 1958.
2. الإذاعة والتلفزيون والإبداع الأدبي المعاصر 1981.
3. أثر وسائل الإعلام في الطفل العربي وسبل تطويرها 1983.
4. الفصحى والعامية في الإذاعة والتلفزيون بالوطن العربي 1984.[4]

## وفاته
توفي ياسر المالح صباح الثلاثاء 14 صفر 1435هـ الموافق 17 ديسمبر 2013م، عن عمر يناهز الثمانين عامًا بعد صراع مع المرض، ودُفن بمقبرة التغالبة في حي المهاجرين بدمشق.